# Mazraeh-ye Moradabad
Pour les articles homonymes, voir Moradabad (homonymie).
 (juillet 2019).
Mazraeh-ye Moradabad (en persan : مزرعه مراداباد, aussi romanisé en Mazra‘eh-ye Morādābād) est un village du  district rural de Palangabad (en), dans le district de Palangabad (en), dans la préfecture d'Echtehard, dans la province d'Alborz, en Iran. Lors du recensement de 2006, son existence fut notée, mais sa population ne fut pas mentionnée.